# Greg Massialas
Gregory David Demetrius "Greg" Massialas (Iraklion, 20 mei 1956) is een voormalig Amerikaans schermer van Griekse origine. Hij is oprichter van de Massialas Foundation, een opleidingsprogramma voor floret-schermers, waar hij ook trainer is. 
Greg is de vader van Alexander Massialas.

## Biografie
Massialas diende als reserve-speler voor het Amerikaanse team van de Olympische Zomerspelen 1976 maar schermde geen enkele wedstrijd. Zijn debuut kwam er pas op de Olympische Zomerspelen 1984, na de Amerikaanse boycot voor de Spelen van 1980 te Moskou. Tijdens zijn debuut behaalde hij een vijfde plaats in het team-evenement en een 28ste plaats in het individuele evenement. Vier jaar later geraakte hij niet individueel gekwalificeerd en behaalde hij slechts een veertiende plaats met het Amerikaanse team.
Na zijn carrière als schermer werd hij actief als scheidsrechter en trainer binnen zijn eigen opleidingsprogramma.

## Palmares
- Olympische Spelen
  - 1984: 5e - floret team
  - 1988: 14e - floret team
  - 1984: 28e - floret individueel

- Pan-Amerikaanse Spelen
  - 1979, 1983:  - floret team
  - 1983:  - floret individueel
  - 1987:  - floret team